# Defensie van Oostenrijk
De volgende tabel bevat basisgegevens over de Defensie van Oostenrijk.
| Militaire takken:                                                    | Landmacht (KdoLdSK), Luchtmacht (KdoLuSK) |
| Militaire arbeidskrachten - militaire leeftijd:                      | 19 jaar oud (2003)                        |
| Militaire arbeidskrachten - beschikbaarheid:                         | mannen 15-49: 2.093.821 (2003)            |
| Militaire arbeidskrachten - klaar voor legerdienst:                  | mannen 15-49: 1,725,123 (2003)            |
| Militaire arbeidskrachten die jaarlijks militaire leeftijd bereiken: | mannen: 49,090 (2003)                     |
| Militaire uitgaven - dollarcijfer:                                   | € 2,25 miljard (FY07)                     |
| Militaire uitgaven - percentage van het BBP:                         | 0,8% (FY01/02)                            |

Geografie · Bevolking · Overheid · Economie · Vervoer · Defensie